# Tundy
Tundy (auch Tundi) ist eine Ortschaft im Departamento Santa Cruz im Tiefland des südamerikanischen Andenstaates Bolivien.

## Lage im Nahraum
Tundy ist der drittgrößte Ort des Kanton Paurito im Municipio Santa Cruz in der Provinz Andrés Ibáñez. Die Ortschaft liegt auf einer Höhe von 368 m zwanzig Kilometer westlich des Río Grande, einem der längsten Flüsse im bolivianischen Tiefland.

## Geographie
Tundy liegt im bolivianischen Tiefland östlich der Anden-Gebirgskette der Cordillera Central.
Die mittlere Durchschnittstemperatur der Region liegt bei 24 °C, der Jahresniederschlag beträgt etwa 1000 mm (siehe Klimadiagramm Santa Cruz). Die Region weist ein tropisches Klima mit ausgeglichenem Temperaturverlauf auf, die Monatsdurchschnittstemperaturen schwanken nur unwesentlich zwischen 20 °C im Juli und 26 °C im Dezember. Die Monatsniederschläge liegen zwischen unter 50 mm in den Monaten Juli und August und über 150 mm im Januar.

## Verkehrsnetz
Las Peñas liegt in einer Entfernung von 34 Kilometern südöstlich von Santa Cruz, der Hauptstadt des Departamentos.
Vom Zentrum der Hauptstadt aus führen die Calle Independencia und die Avenida Velarde zwei Kilometer in südlicher Richtung. Dann folgt man der Ringstraße Avenida El Trompillo einen Kilometer nach Osten und biegt dann in südöstlicher Richtung in die Avenida San Aurelio ein und deren Fortsetzung, die Avenida Paurito. Nach 20 Kilometern, acht Kilometer vor Paurito, zweigt dann die Carretera Comunidad La Peña in südlicher Richtung ab, die über die Ortschaft Tundy weiter nach Las Peñas führt.

## Bevölkerung
Die Einwohnerzahl des Ortes ist im vergangenen Jahrzehnt um etwa ein Fünftel angestiegen:
| Jahr | Einwohner         | Quelle       |
| ---- | ----------------- | ------------ |
| 1992 | keine Detaildaten | Volkszählung |
| 2001 | 418               | Volkszählung |
| 2012 | 498               | Volkszählung |
| 2024 |                   | Volkszählung |

Die Region weist einen gewissen Anteil an Quechua-Bevölkerung auf, im Municipio Santa Cruz sprechen 12,0 Prozent der Bevölkerung Quechua.